# Våra vanligaste främmande ord
Våra vanligaste främmande ord är en bok utgiven av Studentföreningen Verdandi. Första upplagan kom 1907 och gavs ut som ett dubbelhäfte i serien Verdandis småskrifter, nr 146 och 147.
Docent Olof Östergren i Uppsala stod som författare till första upplagan som omfattade 63 sidor.
Med beteckningen "främmande ord" avsåg författaren nykomlingar i språkbruket eller sådan som inlånats tidigare men fortfarande känns främmande. Ord som lånats från andra språk en gång i tiden och nu känns svenska kallade författaren för "lånord".
Andra upplagen av boken innehöll 5000 ord och omfattade blott 57 sidor.
Ordförklaringarna är korta och svenska utbytesord anges. Uttal anges med hjälp av accenttecken och en förenklad fonetisk skrivning.
Utgivningen övergick senare till Verdandi varvid professor Karl-Hampus Dahlstedt svarade för redigeringen. 1961 hade boken getts ut i 33 upplagor och omfånget var uppe i 128 sidor för ordlistan (häfte 146) och omfattade 7600 ord.